# حزامية (فصيلة)
الحزامية أو الزوستيرية (الاسم العلمي: Zosteraceae) هي فصيلة من النباتات تتبع رتبة المزماريات من طائفة أحاديات الفلقة. وهي فصيلة لنبات بحري معمر نباتات مزهرة توجد في المياه الساحلية المعتدلة ووالاستوائية، والتي تتميز بتنوع هو الأعلى من نوعه حول كوريا واليابان. تكمل معظم أعشاب البحر دورة الحياة الكاملة تحت الماء، وتتميز بطلع خيطي يتكيف خصيصًا للانتشار في البيئة المائية وأوراق تشبه الأشرطة بدون ثقوب. تعد أعشاب البحر عشبي به جذمور معترش بارز. ومما يميز هذه الفصيلة عن غيرها وجود فروع مميزة بها، تتوفر في جميع الأنواع ما عدا أعضاء جنيس الحزامية من جنس الحزامية الأساسي.
لقد تعامل المصنفون مع الفصيلة الحزامية كنباتات أحادية النمط الخلوي (monophyletic). يعرف نظام (APG II) لعام 2003 هذه الفصيلة ويضعها في رتبة المزماريات ضمن نباتات أحاديات الفلقة. تحتوي هذه الفصيلة على ما يقارب 40 نوعًا مقسمين بين جنسين، وهما بيلوسباديكس (Phyllospadix) والحزامية .
ترتبط نباتات الفصيلة الحزامية ارتباطًا وثيقًا بفصيلة جار النهر (Potamogetonaceae)، وهي فصيلة من نباتات المياه العذبة.

## أجناس
- الحزامية